# ملعب آيا صوفيا
ملعب آيا صوفيا هو ملعب كرة قدم يقع في أثينا، اليونان وهو الملعب الرئيسي لنادي أيك أثينا. أفتتح في سبتمبر 2022 ويستوعب حوالي 32،500 مشجع.